# Кузава
Кузава (пол. Kuzawa) — село в Польщі, у гміні Черемха Гайнівського повіту Підляського воєводства. Населення — 195 осіб (2011).

## Історія
Вперше згадується 1560 року. У XVII столітті згадувалося також як Бабичі. У першій половині XIX століття в селі діяла церковна школа, заснована за ініціативи югішелівського пароха о. Антона Сосновського.
У 1975—1998 роках село належало до Білостоцького воєводства.

## Демографія
Демографічна структура станом на 31 березня 2011 року:
|          | Загалом | Допрацездатний вік | Працездатний вік | Постпрацездатний вік |
| -------- | ------- | ------------------ | ---------------- | -------------------- |
| Чоловіки | 100     | 15                 | 56               | 29                   |
| Жінки    | 95      | 8                  | 48               | 39                   |
| Разом    | 195     | 23                 | 104              | 68                   |

## Релігія
У селі діє парафіяльна церква святої Варвари.